# Francisco J. Ortega
Francisco José Ortega Acosta (Bogotá, 2 de julio de 1939-Ibídem, diciembre 1° de 1994) fue un economista colombiano, que se desempeñó como 11° gerente del Banco de la República de Colombia.

## Biografía
Nació en Bogotá el 2 de julio de 1939, hijo de Francisco Ortega París y de Elvira Acosta Ortega. Realizó su educación primaria y su educación secundaria en esta ciudad. Estudió economía en la Universidad de los Andes, institución a la cual estuvo vinculado laboralmente por más de 10 años.
En 1959 ingresó a trabajar al Banco de la República, como estadígrafo. En 1960 se retiró del Banco y comenzó a trabajar como investigador económico de la Facultad de Economía de la Universidad de los Andes. Allí también fue jefe del CEDE, desde donde creó las encuestas de hogares para medir los estratos sociales, y Decano entre 1968 y 1970. El mismo año regresó al Banco, trabajar como Asesor de la Junta Monetaria, ejerciendo el puesto hasta 1975.
Posteriormente fue designado como subgerente técnico del Banco, puesto desde el cual promovió un ambicioso programa de becas para enviar a los economistas del Banco a realizar maestrías y doctorados a Estados Unidos y Europa. Se vinculó a la Federación Nacional de Cafeteros de forma breve entre 1984 y 1985. En septiembre de ese año, fue designado como Gerente General del Banco de la República. Siendo gerente, lideró la reforma de las funciones y la ampliación de la autonomía del Banco, que se consolidó mediante la Ley 31 de 1992, y se plasmó en la Constitución de 1991.
En febrero de 1993, se retiró de la gerencia debido a una enfermedad. Fue condecorado con al Cruz de Boyacá por en enero de 1993, y en julio de ese mismo año dirigió la comisión económica del gobierno que estudió la reforma cafetera. En los años 1990 también fue asesor económico del gobierno de Fidel Castro. Murió en Bogotá a finales de 1994.